# Torneio Internacional de Tênis Campos do Jordão
O Credicard Citi MasterCard Tennis Cup ou Challenger de Campos do Jordão foi um evento anual tenístico, válido pelo ATP Challenger Tour, masculino e feminino (Circuito Feminino ITF) realizado entre 2001 e 2011, em Campos do Jordão, Brasil.

## Edições

### Simples masculino
| Ano  | Campeão             | Vice-Campeão          | Placar                  | Ref.  |
| ---- | ------------------- | --------------------- | ----------------------- | ----- |
| 2011 | Rogério Dutra Silva | Izak van der Merwe    | 6–4, 6–7(5–7), 6–3      |       |
| 2010 | Izak van der Merwe  | Ricardo Mello         | 7–6(8–6), 6–3           |       |
| 2009 | Horacio Zeballos    | Thiago Alves          | 6–7(4–7), 6–4, 6–3      |       |
| 2008 | Brian Dabul (2)     | Izak van der Merwe    | 7–5, 6–7(6–8), 6–3      |       |
| 2007 | Brian Dabul         | Michael Quintero      | 7–5, 7–5                |       |
| 2006 | Ricardo Mello (3)   | Ivo Klec              | 6–3, 6–4                |       |
| 2005 | André Sá            | Juan Martín del Potro | 6–4, 6–4                |       |
| 2004 | Takao Suzuki        | Giovanni Lapentti     | 6–4, 6–3                |       |
| 2003 | Giovanni Lapentti   | Gouichi Motomura      | 6–4, 6–0                |       |
| 2002 | Ricardo Mello (2)   | Maximilian Abel       | 7–6(7–2), 6–3           |       |
| 2001 | Ricardo Mello       | Alexandre Simoni      | 7–6(8-6), 4-6, 7–6(7–5) | [ 1 ] |

### Simples feminino
| Ano     | Campeã                   | Vice-Campeã                  | Placar        |
| ------- | ------------------------ | ---------------------------- | ------------- |
| 2017(2) | Nathaly Kurata           | Gabriela Cé                  | 7–6(9–7), 6–4 |
| 2017(1) | Gabriela Cé              | Guillermina Naya             | 6–4, 7–6(7–3) |
| 2016    | Daniela Seguel           | Aleksandrina Naydenova       | 7–5, 4–6, 7–5 |
| 2015    | Não ocorreu              | Não ocorreu                  | Não ocorreu   |
| 2014    | Gabriela Cé              | Eduarda Piai                 | 6–3, 6–2      |
| 2013    | Paula Cristina Gonçalves | María Irigoyen               | 3–6, 7–5, 6–1 |
| 2012    | María Irigoyen           | Donna Vekić                  | 7–5, 6–0      |
| 2011    | Verónica Cepede Royg     | Adriana Pérez                | 7–6(7–4), 7–5 |
| 2010    | Aranza Salut             | María Fernanda Álvarez Terán | 2–6, 7–5, 6–3 |
| 2009    | Não ocorreu              | Não ocorreu                  | Não ocorreu   |
| 2008    | Jorgelina Cravero        | Florencia Molinero           | 6–3, 6–2      |
| 2007    | Teliana Pereira          | Maria Fernanda Alves         | 6–4, 6–2      |
| 2006    | María José Argeri        | Betina Jozami                | 4–6, 6–2, 6–3 |
| 2005    | Maria Fernanda Alves     | María José Argeri            | 6–3, 7–5      |
| 2004    | Maria Fernanda Alves     | Katalin Marosi               | 7–5, 7–6(7–2) |
| 2003    | Frederica Piedade        | Maria Fernanda Alves         | 6–3, 2–6, 6–4 |
| 2002    | Jolanda Mens             | Maria Fernanda Alves         | 6–2, 4–6, 6–2 |

### Duplas masculinas
| Ano  | Campeões                          | Vice-Campeões                         | Placar                  | Ref.  |
| ---- | --------------------------------- | ------------------------------------- | ----------------------- | ----- |
| 2011 | Juan Sebastián Cabal Robert Farah | Ricardo Hocevar Júlio Silva           | 6–2, 6–3                |       |
| 2010 | Rogério Dutra Silva Júlio Silva   | Vitor Manzini Pedro Zerbini           | 7–6(7–3), 6–2           |       |
| 2009 | Joshua Goodall Samuel Groth       | Rogério Dutra Silva Júlio Silva       | 7–6(7–4), 6–3           |       |
| 2008 | Brian Dabul Marcel Felder         | Márcio Torres Izak van der Merwe      | 6–4, 7–6(11–9)          |       |
| 2007 | Eduardo Schwank Horacio Zeballos  | John Paul Fruttero Izak van der Merwe | 3–6, 6–3, [12–10]       |       |
| 2006 | Marcelo Melo André Sá             | Jacob Adaktusson Leonardo Mayer       | 7–6(7–1), 7–5           |       |
| 2005 | Kristian Pless Aleksandar Vlaski  | Franco Ferreiro Marcelo Melo          | 7–6(7–5), 6–4           |       |
| 2004 | Ricardo Mello Ivan Miranda        | Alejandro Hernández Andre Sa          | 6–3, 6–4                |       |
| 2003 | Rik de Voest Giovanni Lapentti    | Carlos Berlocq Miguel Gallardo-Valles | 6–1, 7–5                |       |
| 2002 | Alejandro Hernández Daniel Melo   | Lu Yen-hsun Danai Udomchoke           | WalkOver                |       |
| 2001 | Alejandro Hernández André Sá      | Ricardo Mello Ricardo Schlachter      | 6-7(6-8), 7–6(7–5), 7–5 | [ 1 ] |

### Duplas femininas
| Ano     | Campeãs                                                                   | Vice-Campeãs                                                              | Placar                |
| ------- | ------------------------------------------------------------------------- | ------------------------------------------------------------------------- | --------------------- |
| 2017(2) | Gabriela Cé Thaisa Grana Pedretti                                         | Nathaly Kurata Eduarda Piai                                               | 7–5, 6–4              |
| 2017(1) | Ingrid Gamarra Martins Camila Giangreco Campiz                            | Nathaly Kurata Rebeca Pereira                                             | 6–3, 7–6(7–1)         |
| 2016    | Ingrid Gamarra Martins Laura Pigossi                                      | Maria Fernanda Alves Luisa Stefani                                        | 6–3, 3–6, [10–8]      |
| 2015    | Não ocorreu                                                               | Não ocorreu                                                               | Não ocorreu           |
| 2014    | Nathaly Kurata Giovanna Tomita                                            | Carolina Meligeni Alves Ingrid Gamarra Martins                            | 6–3, 6–2              |
| 2013    | Paula Cristina Gonçalves María Irigoyen                                   | María Fernanda Álvarez Terán Maria Fernanda Alves                         | 7–5, 6–3              |
| 2012    | Monique Adamczak Maria Fernanda Alves                                     | Paula Cristina Gonçalves Roxane Vaisemburg                                | 4–6, 6–3, [10–3]      |
| 2011    | Fernanda Hermenegildo Teliana Pereira                                     | Maria Fernanda Alves Roxane Vaisemberg                                    | 3–6, 7–6(7–5), [11–9] |
| 2010    | Fernanda Faria Paula Cristina Gonçalves                                   | Monique Albuquerque Roxane Vaisemburg                                     | 6–3, 6–2              |
| 2009    | Não ocorreu                                                               | Não ocorreu                                                               | Não ocorreu           |
| 2008    | Mailen Auroux Roxane Vaisemburg                                           | Jorgelina Cravero María Irigoyen                                          | 6–3, 6–4              |
| 2007    | Joana Cortez Roxane Vaisemburg                                            | María José Argeri Letícia Sobral                                          | 7–5, 6–0              |
| 2006    | María José Argeri Letícia Sobral                                          | Carla Tiene Jenifer Widjaja                                               | 6–3, 6–3              |
| 2005    | María José Argeri Letícia Sobral                                          | Maria Fernanda Alves Frederica Piedade                                    | 6–0, 6–2              |
| 2004    | Katalin Marosi / Frederica Piedade vs. Maria Fernanda Alves / Carla Tiene | Katalin Marosi / Frederica Piedade vs. Maria Fernanda Alves / Carla Tiene | cancelado             |
| 2003    | Maria Fernanda Alves Carla Tiene                                          | Melisa Arévalo Frederica Piedade                                          | 7–6(7–4), 6–2         |
| 2002    | Bruna Colosio Carla Tiene                                                 | Jolanda Mens Andrea van den Hurk                                          | 6–1, 4–6, 6–4         |